# Always Be with You
Pour plus de détails, voir Fiche technique et Distribution.
Always Be with You (常在你左右, Seung joi nei jor yau) est un film d'horreur hongkongais écrit et réalisé par Herman Yau et sorti en 2017 à Hong Kong.
C'est le 20e volet de la série des Troublesome Night et est spécialement produit pour marquer le 20e anniversaire du premier film,,. Il totalise 6,4 millions US$ de recettes au box-office,.

## Synopsis
David (Julian Cheung), un chauffeur de taxi atteint d'un cancer du poumon, tue le propriétaire d'une propriété de vacances, Patrick, lors d'un accident de voiture. L'officier de police en congé Sam (Louis Koo), son épouse Si (Charmaine Sheh) et la tante de cette-dernière ont apparemment pu éviter la collision grâce à la tante de Si qui a averti de s'éloigner de la route où ils se trouvaient. Dans le même temps, Siu-hung (Ava Yu (en)), qui a rompu avec son fiancé, s'est suicidée en sautant d'un immeuble, atterrissant sur de la voiture de Patrick.
Chi-keung (Gordon Lam) est un travailleur du crématorium aux prises avec d'énormes dettes de jeu. Il vole une coûteuse paire de bracelets en or, les objets funéraires de Siu-Hung, pour rembourser ses dettes. Il ne parvient cependant pas à vendre les bracelets car l'acheteur est écrasé par un bloc de béton alors qu'il est en route pour rencontrer Chi-keung. Plus tard, en traversant une rue, un camion perd le contrôle et vire sur lui et un couple qu'il reconnaît être la petite sœur et le beau-frère de Siu-Hung. Chi-keung et la sœur cadette survivent à l'accident. Les bracelets qui tombent alors qu'il est inconscient sont récupérés par la police comme preuve.
Pendant ce temps, la fiancée de Patrick, Yu Xin (Charlene Choi), après s'être remise de la tragédie, espère réaliser son dernier souhait en prenant la direction d'une maison de vacances de banlieue. Cependant, une série d'événements étranges continue de se produire dans la maison de vacances. Ses premiers locataires, deux amants, se suicident pendant leur séjour. Sam, accompagnant Si, pour enquêter sur la scène, se rend compte de la présence d'un esprit féminin défiguré. Plus tard, David apparaît dans la maison de vacances, proposant d'aider Yu Xin. Elle refuse dans un premier temps mais plus tard, l'accepte comme locataire à long terme.
De retour à la maison, Chi-keung est hanté par le fantôme de Siu-hung et en même temps, est visité par les créanciers à qui il doit de l'argent. Chi-keung s'échappe par la fenêtre et se retrouve dans la maison de vacances de Yu Xin. Il se suicide en se gazant et en s'étouffant puis est découvert par David. Le lendemain matin, Yu Xin se sent anxieuse car elle n'a pas vu son locataire Chi-keung depuis la veille. Elle décide d'aller dans sa chambre, inquiète d'un nouveau suicide. Accompagnée de David, ils entrent tous les deux dans la chambre de Chi-keung mais ne découvrent personne et les affaires de Chi-keung ont disparu. David essaie de réconforter Yu Xin et lui dit qu'il vient peut-être de s'enfuir car ne voulant pas payer le loyer.
Beaucoup plus tard, une partie du corps démembré de Chi-keung est découverte et Sam et Si se rendent à nouveau la maison de vacances de Yu Xin. Ils interrogent David et Yu Xin à propos de Chi-keung mais tous deux nient l'avoir rencontré. Plus tard dans la nuit, Sam aperçoit le fantôme de Chi-keung qui lui révèle que David s'est débarrassé de son corps mais ne l'a pas brûlé selon ses souhaits laissés dans une note. Cette même nuit, David se rend au poste de police et se suicide dans sa cellule, laissant une note à Yu Xin expliquant sa maladie en phase terminale.
Après cela, Sam découvre le vinyle de la chanteuse Jamie, que Si avait acheté dans une boutique d'occasion, et qui est hanté par son fantôme. Ils décident de le jeter mais il continue d'apparaître dans l'appartement de Sam et Si à plusieurs reprises. Ils le rendent finalement au propriétaire du magasin, qui est l'oncle de Jamie et le vinyle, un cadeau personnel de Jamie pour lui.
Le lendemain soir, Sam demande rhétoriquement à Si ce qu'elle ferait s'il la quittait. La question surprend et effraie Si car elle avait trouvé son comportement changé depuis l'étrange accident de voiture alors que Sam était particulièrement gentil avec elle. Elle l'embrasse fermement et lui demande instamment de lui dire ce qui se passe. Sam remarque deux hommes s'approcher d'eux, rompt son étreinte et s'enfuit dans la rue. Si poursuit et pointe son arme vers les deux hommes qui entraînent Sam par leurs bras.
Sam lui dit alors que les deux hommes sont de l'autre monde et qu'il est mort depuis la nuit de l'accident il y a trois semaines. Cette nuit-là, après avoir évité la collision, Sam était descendu de la voiture pour signaler l'accident. Une voiture qui passe avec le propriétaire du magasin d'occasion et sa femme à l'avant et la chanteuse Jamie à l'arrière repèrent l'accident. Jamie, se penchant pour filmer l'accident, est heurtée par un camion venant de la direction opposée. Son torse s'envole lors de l'impact, frappant Sam qui tombe, son crâne est percé par un long clou droit et il meurt sur place.

## Fiche technique
- Titre original : 常在你左右
- Titre international : Always Be with You
- Réalisation et scénario : Herman Yau
- Photographie : Joe Chan et Ngai Man-yin
- Montage : Azrael Chung
- Musique : Mak Chun-hung
- Production : Nam Yim et Stanley Tong
- Société de production : Sil-Metropole Organisation
- Pays d'origine :  Hong Kong
- Langue originale : cantonais
- Format : couleur
- Genre : horreur
- Durée : 98 minutes
- Dates de sortie :
  -  Hong Kong : 26 octobre 2017
  -  Chine : 27 octobre 2017
  -  Singapour : 2 novembre 2017
  -  Taïwan : 17 novembre 2017

## Distribution

### Principale
- Louis Koo : Sam
- Julian Cheung : David
- Gordon Lam : Chi-keung
- Charlene Choi : Yu-xin
- Charmaine Sheh : Si

### Autres
- Ava Yu (en) : Siu-hung
- Bonnie Wong : la mère de Siu-hung
- Wiyona Yeung : Siu-man
- Ben Yeung : Lam Pui
- Tony Ho : le policier Chiu
- Jamie Lee : Nancy
- Aaron Chow : Peter
- Pancy Chan : Mlle Chan
- Brian Lee : l'homme mystérieux
- Renci Yeung : une étudiante

### Participation amicale
- Alex Lam : Patrick
- Heidi Lee : Jamie
- Lam Suet : le propriétaire du magasin de disques
- Helena Law : la tante de Sam
- Kingdom Yuen (en) : la femme du propriétaire du magasin de disques
- Ken Lo : Fung
- Elena Kong (en) : le docteur Kong
- Cheung Tat-ming (en) : le garde de la résidence
- Emily Kwan : la chirurgienne esthétique
- Fire Lee : un homme cherchant la maison de vacances hantée
- Terence Siufay (en) : un homme cherchant la maison de vacances hantée